# Content-Syndication
Unter Content-Syndication (englisch content syndication zu „Inhalts-Syndikation“ oder auch wörtlich Inhaltsverwaltung und übertragen Inhaltsverband, -verbund/-verbindung oder -zusammenschluss/-schließung) wird der Austausch oder die Mehrfachverwendung medialer Inhalte verstanden.
Das Wort „Syndication“ wird seit dem Jahr 1895 verwendet, als der Verleger William Randolph Hearst in den Vereinigten Staaten mit der Vermarktung von Comicstrips wie The Yellow Kid für Tageszeitungen begann. Die Syndicates lizenzierten die Comics verschiedener Zeichner an Verlage im ganzen Land. Das bot auch kleinen Regionalzeitungen die Möglichkeit, ihren Lesern populäre Comics anzubieten. Sie konnten so ihre Wochenendausgaben attraktiver gestalten und Abonnenten gewinnen. Die Zeichner wiederum mussten sich nicht selbst um den Verkauf kümmern. Das von Hearst 1915 mitgegründete Unternehmen King Features Syndicate ist das älteste dieser Art und beliefert heute auch Fernsehstationen und Kabelfernsehanbieter.
Je nach den eingesetzten Medien können verschiedene Formen der Content-Syndication kategorisiert werden.

## Presse
Übernahme und Austausch von Inhalten wie Artikeln, Kolumnen oder (Foto-)Reportagen zwischen Medien wie Tageszeitungen oder Magazinen. Syndication-Service-Unternehmen erstellen eigene Inhalte und bieten sie Verlagen zum Kauf an.
Syndication wird von Verlagen eingesetzt, wenn sich die Zielgruppen (regional und/oder nach Interessen) nur wenig überschneiden. Im Tageszeitungsgeschäft ist aus Kostengründen (drastische Verkleinerung der Redaktionen) ein zunehmender Trend zur Syndication bei regionalen Tageszeitungen zu beobachten (siehe Mantel). Das gilt auch für den Austausch von Inhalten zwischen Tageszeitungen eines Verlages aus verschiedenen Regionen, beispielsweise die des Verlagshauses M. DuMont Schauberg und die Kooperation zwischen der Berliner Zeitung und der Frankfurter Rundschau. Dieses System bringt die Gefahr einer Nivellierung der Zeitungslandschaft und der Verarmung der Meinungsvielfalt mit sich.

## Internet
Im Internet wird unter Content-Syndication die Verbindung von Inhalten verschiedener Websites verstanden. Besonders interessant ist Content-Syndication für Websites, die ihr Angebot mit business- und branchenrelevanten Informationen aufwerten wollen, so zum Beispiel Börsenkurse, aktuelle Nachrichten, aber auch speziell ausgewählte Inhalte anderer Webseiten. Dies kann durchaus die kommerzielle Vermarktung von Inhalten umfassen.
Die Benutzerseite kann so mit aktuellen Inhalten aufgewertet werden und sich einen Portalcharakter aneignen. Der Anbieter des Contents kann seine Reichweite erhöhen, seine Reputation verbessern und eventuell sogar seine Zugriffszahlen steigern.
Ein Mittel zur Content-Syndication von dynamischen Inhalten mit hohem Aktualitätsgrad ist RSS und XML. Die Bereitstellung einzelner Artikel und Beiträge bezeichnet man auch als Artikel-Marketing.

## Radio und Fernsehen
Es wird zwischen Syndications, die bloß die Inhalte liefern, aber selbst anmoderiert werden müssen, und komplett vorproduzierten Beiträgen oder Sendungen für Hörfunk oder Fernsehen unterschieden. Bei den bloßen Inhalten werden redaktionelle Inhalte wie Nachrichten oder Interviews entweder in Textform oder als Originalton geliefert und in entsprechende Sendungen eingebaut. Beiträge mit mehr oder weniger unterschwelliger Werbung werden oft kostenfrei bereitgestellt.
Der zweite Typ sind Sendungen, die komplett vorproduziert sind und dem Radio zum freien Einbau ins Programm zur Verfügung gestellt werden oder, wie zum Beispiel bei Internetradios üblich, bei einem Radio gesendet werden und von den an der Syndication beteiligten Sendern zeitgleich übernommen werden. Idealerweise sollte eine solche Syndication die Möglichkeit bieten, individuelle Sendeelemente wie Wetter, Verkehr, Werbung und Jingles zu platzieren.
Eine Steigerung stellt die Übernahme von vorproduzierten Elementen für den gesamten Tageszeitraum dar. Entsprechende Anbieter offerieren den meist kleinen Regionalsendern Angebote, die beispielsweise aus den Moderationen eines einzelnen Radiomoderators mit fiktivem Namen bestehen und rund um die Uhr gesendet werden. Teilweise wird auch der Musikmix festgelegt. Als Beispiel für ein solches Konzept ist Jack FM zu nennen.
Eine andere Art der Übernahme von Inhalten im Hörfunk- und Fernsehbereich stellt ein Mantelprogramm dar.
In den Vereinigten Staaten hat die Syndication einen herausragenden Stellenwert, da diese dort die Wiederholung von Fernsehserien in verschiedenen Networks des Landes bezeichnet.
Damit eine Fernsehserie in die Syndication kommen kann, werden als Richtwert mindestens 100 Episoden erwartet, um den Zuschauern eine möglichst lange Zeit verschiedenes Material präsentieren zu können.